# Acmopyle pancheri
Acmopyle pancheri är en barrträdart som först beskrevs av Adolphe-Théodore Brongniart och Jean Antoine Arthur Gris, och fick sitt nu gällande namn av Pilg.. Acmopyle pancheri ingår i släktet Acmopyle och familjen Podocarpaceae. IUCN kategoriserar arten globalt som nära hotad. Inga underarter finns listade i Catalogue of Life.

## Bildgalleri

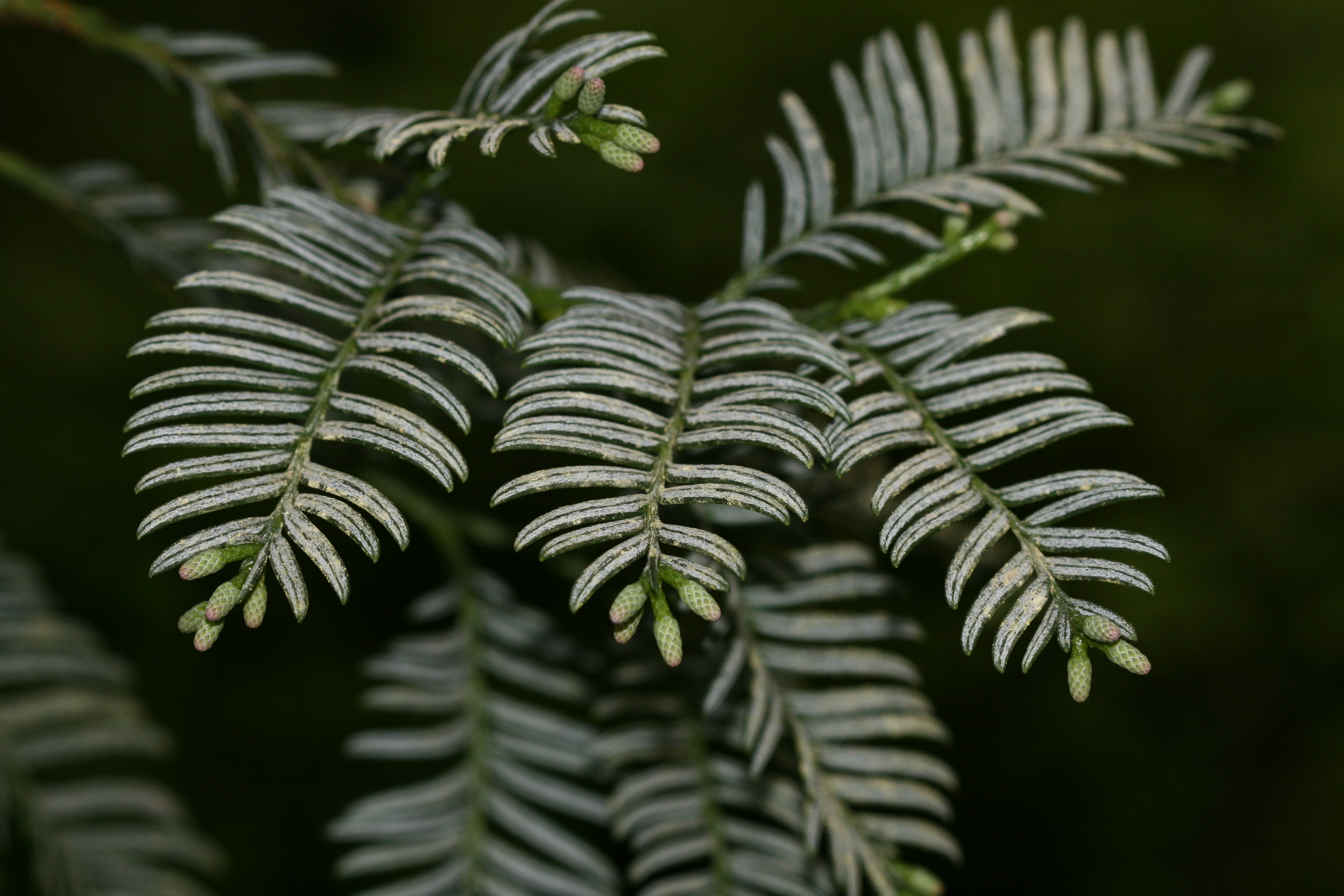
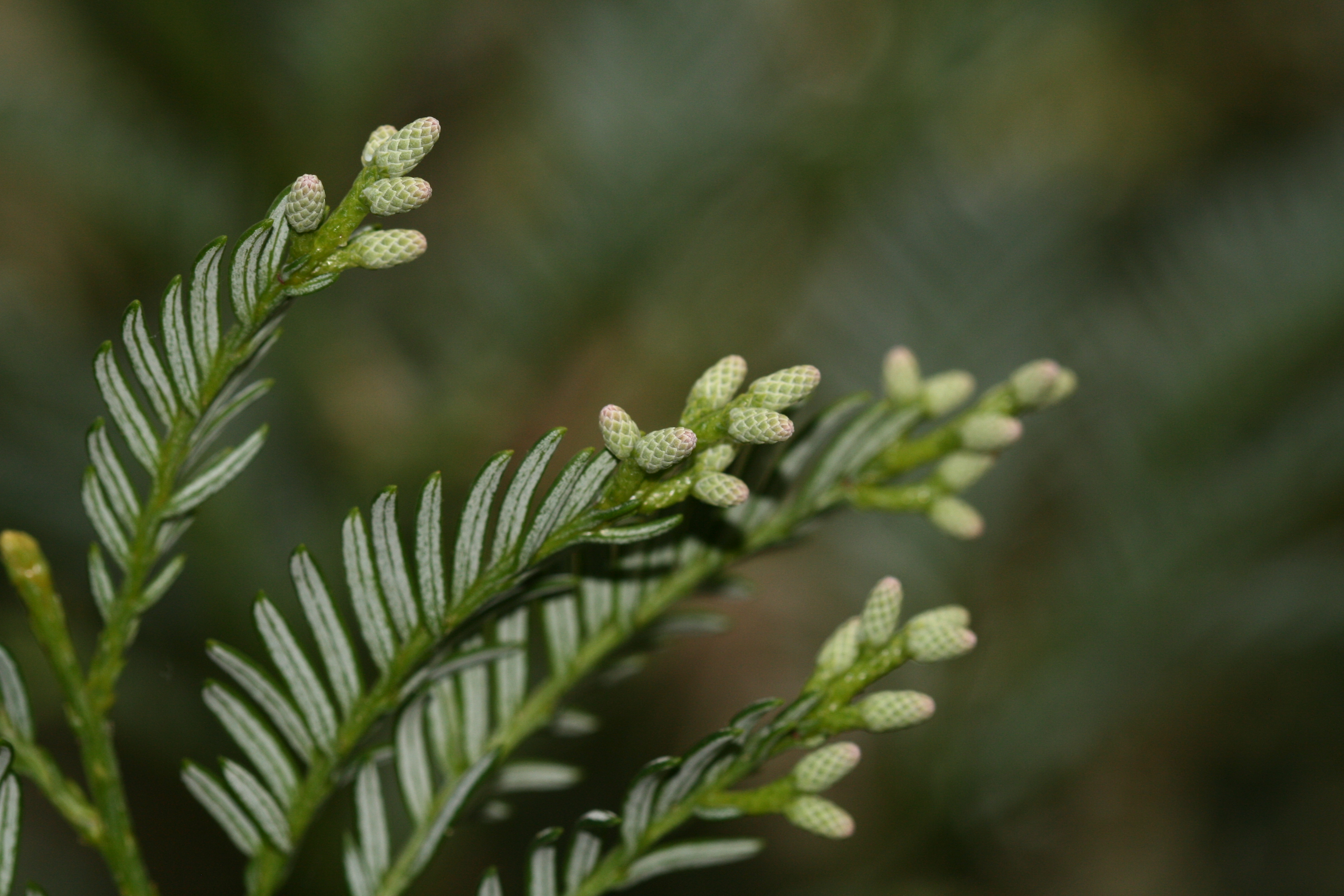